# Demodokos z Leros
Demodokos z Leros (prawdopodobnie VI wiek p.n.e.) – grecki poeta, autor czterech epigramów z Antologii Palatyńskiej. Wzmianka o Demodokosie z Leros znajduje się w Etyce nikomachejskiej Arystotelesa.